# Keaton Parks
Keaton Alexander Parks (Plano, Texas, 6 de agosto de 1997) es un futbolista estadounidense. Juega como centrocampista y su equipo es el New York City F. C. de la Major League Soccer de Estados Unidos.

## Clubes
| Club                         | País           | Año       |
| ---------------------------- | -------------- | --------- |
| Varzim S. C.                 | Portugal       | 2016-2017 |
| S. L. Benfica "B"            | Portugal       | 2017-2020 |
| New York City F. C. (cedido) | Estados Unidos | 2019      |
| New York City F. C.          | Estados Unidos | 2020-     |

## Palmarés

### Títulos nacionales
| Título  | Club                | País           | Año  |
| ------- | ------------------- | -------------- | ---- |
| MLS Cup | New York City F. C. | Estados Unidos | 2021 |